# Diradopsis alberta
Diradopsis alberta är en fjärilsart som beskrevs av W. Warren 1906. Diradopsis alberta ingår i släktet Diradopsis och familjen Uraniidae. Inga underarter finns listade i Catalogue of Life.